# قوشة بلاغ (كليبر)
قوشة بلاغ هي قرية في مقاطعة كليبر، إيران. عدد سكان هذه القرية هو 467 في سنة 2006.